# Dzień bez Śmiecenia
Dzień bez Śmiecenia (ang. World non-waste Day) – pomysł wypracowany przez młodzież z kilkunastu krajów współdziałających w ramach międzynarodowego programu „Europejski Eko-Parlament Młodzieży”, przedsięwzięcia firmowanego przez PRO EUROPE (organizację zrzeszającą działające w ramach systemu Zielonego Punktu organizacje odzysku), a koordynowanego i sponsorowanego w Polsce przez Rekopol. Projekt realizowany jest w ramach publicznych kampanii edukacyjnych prowadzonych przez Rekopol Organizację Odzysku Opakowań S.A. W Polsce obchodzony od 2007 roku w dniu 11 maja.

## Wybór daty
11 maja to dzień, w którym rozpoczął funkcjonowanie polski system gospodarki odpadami opakowaniowymi organizowany zgodnie z wytycznymi Dyrektywy UE 94/62. 11 maja 2001 roku Sejm Rzeczypospolitej Polskiej przyjął pakiet ustaw regulujących m.in. obowiązki przedsiębiorców w zakresie gospodarowania odpadami opakowaniowymi, później zmienionych ustawą z dnia 13 czerwca 2013 roku o gospodarce opakowaniami o odpadach opakowaniowych.

## Obchody
Co roku dzień ten odbywa się pod innym hasłem. W ramach obchodów Dnia bez Śmiecenia przygotowywana jest co roku inna elektroniczna kartka, którą można pobrać ze strony akcji i przesłać znajomym. Kartka zachęca do poznania zasad prawidłowej segregacji. Odbywają się wówczas wydarzenia organizowane z inicjatywy przedsiębiorców, firm komunalnych, samorządów i osób prywatnych.